# Alabagrus mocovi
Alabagrus mocovi är en stekelart som beskrevs av Michael J. Sharkey 1988. Alabagrus mocovi ingår i släktet Alabagrus och familjen bracksteklar. Inga underarter finns listade i Catalogue of Life.